# Mark Fayne
Mark C. Fayne, född 15 maj 1987 i Nashua, New Hampshire, är en amerikansk professionell ishockeyspelare som spelade senast inom organisationen för Edmonton Oilers i NHL.
Edmonton Oilers i NHL. Han har tidigare spelat på NHL-nivå för Edmonton Oilers och New Jersey Devils och på lägre nivåer för Springfield Thunderbirds, Bakersfield Condors och Albany Devils i AHL samt Providence College i NCAA och Noble & Greenough School i USHS.
Han skrev på ett PTO-kontrakt (Professional Try Out) med Boston Bruins den 5 september 2018, men det blev ingen fortsättning där efter försäsongen.

## Statistik

### Klubbkarriär
| 2003–04    | Noble & Greenough              | USHL       | 20  | 3  | 5  | 8  | 14  | —  | — | — | — | — |
| 2004–05    | Noble & Greenough              | USHL       | 24  | 1  | 17 | 18 | 16  | —  | — | — | — | — |
| 2005–06    | Noble & Greenough              | USHL       | 29  | 10 | 24 | 34 | 18  | —  | — | — | — | — |
| 2006–07    | Providence College             | NCAA       | 36  | 5  | 7  | 12 | 43  | —  | — | — | — | — |
| 2007–08    | Providence College             | NCAA       | 36  | 2  | 4  | 6  | 18  | —  | — | — | — | — |
| 2008–09    | Providence College             | NCAA       | 33  | 4  | 5  | 9  | 30  | —  | — | — | — | — |
| 2009–10    | Providence College             | NCAA       | 34  | 5  | 17 | 22 | 14  | —  | — | — | — | — |
| 2010–11    | New Jersey Devils              | NHL        | 57  | 4  | 10 | 14 | 27  | —  | — | — | — | — |
|            | Albany Devils                  | AHL        | 19  | 1  | 3  | 4  | 6   | —  | — | — | — | — |
| 2011–12    | New Jersey Devils              | NHL        | 82  | 4  | 13 | 17 | 26  | 24 | 0 | 3 | 3 | 6 |
| 2012–13    | New Jersey Devils              | NHL        | 31  | 1  | 5  | 6  | 16  | —  | — | — | — | — |
| 2013–14    | New Jersey Devils              | NHL        | 72  | 4  | 7  | 11 | 30  | —  | — | — | — | — |
| 2014–15    | Edmonton Oilers                | NHL        | 74  | 2  | 6  | 8  | 14  | —  | — | — | — | — |
| 2015–16    | Edmonton Oilers                | NHL        | 69  | 2  | 5  | 7  | 18  | —  | — | — | — | — |
|            | Bakersfield Condors            | AHL        | 4   | 0  | 1  | 1  | 4   | —  | — | — | — | — |
| 2016–17    | Edmonton Oilers                | NHL        | 4   | 0  | 2  | 2  | 0   | —  | — | — | — | — |
|            | Bakersfield Condors            | AHL        | 39  | 3  | 14 | 17 | 16  | —  | — | — | — | — |
| 2017–18    | Bakersfield Condors            | AHL        | 6   | 0  | 1  | 1  | 4   | —  | — | — | — | — |
|            | Springfield Thunderbirds (lån) | AHL        | 39  | 3  | 2  | 5  | 4   | —  | — | — | — | — |
| NHL totalt | NHL totalt                     | NHL totalt | 389 | 17 | 48 | 65 | 131 | 24 | 0 | 3 | 3 | 6 |
| AHL totalt | AHL totalt                     | AHL totalt | 107 | 7  | 21 | 28 | 34  | —  | — | — | — | — |

### Internationellt
| År            | Lag           | Turnering     | Matcher | Mål | Assist | Poäng | Utv |
| ------------- | ------------- | ------------- | ------- | --- | ------ | ----- | --- |
| 2011          | USA           | VM            | 4       | 0   | 1      | 1     | 0   |
| Senior totalt | Senior totalt | Senior totalt | 4       | 0   | 1      | 1     | 0   |